# 大船運輸区
大船運輸区（おおふなうんゆく）は、神奈川県鎌倉市にかつて存在した東日本旅客鉄道（JR東日本）横浜支社の運転士・車掌が所属する組織である。2024年2月29日限りで廃止し、現在は横浜統括センター乗務ユニット。

## 歴史
- 1950年8月1日 - 品川車掌区久里浜支区設置。
- 1959年4月20日 - 品川車掌区久里浜支区を廃止し、品川車掌区大船派出を設置。
- 1975年2月7日 - 品川車掌区大船支区に改称。
- 1988年10月26日 - 大船車掌区に昇格。
- 2000年7月1日 - 大船車掌区に大船電車区運転士部門を統合し、大船運輸区発足[1]。
- 2024年3月1日 - 横浜営業統括センターと統合し、横浜統括センター発足。当区は廃止。